# Giuseppe Porta
Giuseppe Porta, kallad il Salviatino efter läraren Francesco Salviati, född 20 maj 1520 i Castelnuovo di Garfagnana, död i mars eller april 1575 i Venedig, var en italiensk målare och träsnidare. 
Porta utbildades i Rom, Florens, Bologna och Venedig. I sistnämnda stad verkade han åter mot slutet av sitt liv under tizianskt inflytande och skapade dekorativa arbeten för Dogepalatset, San Marcobiblioteket och olika kyrkor, bland andra Santa Maria Gloriosa dei Frari och San Francesco della Vigna. I Padua, där han var verksam 1541–1552, utförde han i Palazzo Selvatico scener ur Johannes Döparens liv. Verk av Porta kan ses i Venedigs akademi, galleriet i Dresden (Kristus begråten av änglar, Den heliga Katarinas trolovning) och Stockholms Nationalmuseum (Danaë och guldregnet).